# Raspailia vestigifera
Raspailia vestigifera är en svampdjursart som beskrevs av Arthur Dendy 1896. Raspailia vestigifera ingår i släktet Raspailia och familjen Raspailiidae. Inga underarter finns listade i Catalogue of Life.